# Philodendron patriciae
Philodendron patriciae är en kallaväxtart som beskrevs av Thomas Bernard Croat. Philodendron patriciae ingår i släktet Philodendron och familjen kallaväxter. Inga underarter finns listade.